# Coteau-du-Lac
Coteau-du-Lac è un comune del Canada, situato nella provincia del Québec, nella regione di Montérégie.